# Atractocarpus decorus
Atractocarpus decorus là một loài thực vật có hoa trong họ Thiến thảo. Loài này được (Valeton) Puttock mô tả khoa học đầu tiên năm 1999.